# Eddie Shoestring, detective privato
Eddie Shoestring, detective privato (Shoestring) è una serie televisiva britannica del genere giallo trasmessa in 21 episodi dal 1979 al 1980 per un totale di due stagioni. La serie è stata trasmessa in Italia su Rai 1 (all'epoca Rete 1).

## Trama
Eddie Shoestring è un detective privato inglese, ex programmatore di computer e disc jockey a tempo pieno in una radio locale inglese della città di Bristol, Radio West, che usa per promozionare la sua attività di investigazioni nel corso di trasmissioni radiofoniche. L'approccio ai casi che gli si presentano è simile a quello di un altro famoso detective, Colombo: all'inizio cerca di apparire ingenuo agli indiziati per poi rivelarsi perspicace nel finale e inchiodare i colpevoli. Nelle sue attività investigative è aiutato dal proprietario della radio, Don Satchley (Michael Medwin) e dalle amiche Sonia (Liz Crowther) e Erica Bayliss (Doran Godwin), che gli fornisce anche numerosi consigli legali. Sono numerosi gli inseguimenti automobilistici che intraprende nel corso della serie con la sua auto malconcia, una Ford Cortina.

## Personaggi

### Personaggi principali
- Eddie Shoestring (stagioni 1-2) interpretato da Trevor Eve
- Don Satchley, proprietario della stazione radio (stagioni 1-2) interpretato da Michael Medwin
- Sonia (stagioni 1-2) interpretata da Liz Crowther
- Erica Bayliss (stagioni 1-2) interpretata da Doran Godwin

### Personaggi secondari
- Ingegnere di studio (stagioni 1-2) interpretato da Colin Maitland
- Liz (stagioni 1-2) interpretata da Jeanna L'Esty
- Vincent Dinsdale (stagioni 1-2) interpretato da Julian Littman
- Disc Jockey (stagioni 1-2) interpretato da John Vine
- Disc Jockey (stagione 1) interpretato da Stewart Bevan
- Disc Jockey (stagioni 1-2) interpretato da Geoffrey Bateman
- Dr. Ben Fischer (stagioni 1-2) interpretato da Alan David
- Insp Adams (stagioni 1-2) interpretato da Nicholas Donnelly
- Carol (stagioni 1-2) interpretata da Sheila Dunn
- Phil (stagione 1) interpretato da Andy Bradford
- Jack (stagione 1) interpretato da Peter Dean
- Poliziotta nella chiesa (stagione 1) interpretato da Harry Fielder
- Ragazza addetta al telefono nella stazione radio (stagione 1) interpretata da Pippa Sparkes

## Episodi
| Stagione         | Episodi | Prima TV originale |
| ---------------- | ------- | ------------------ |
| Prima stagione   | 11      | 1979               |
| Seconda stagione | 10      | 1980               |

## Impatto culturale
Un anno dopo la fine della serie (nel 1981) fu aperta una radio indipendente a Bristol con il nome di "Radio West", uguale a quello della radio creata dagli sceneggiatori della serie.